# Muttaburra Airport
Muttaburra Airport är en flygplats i Australien. Den ligger i kommunen Barcaldine och delstaten Queensland, omkring 1 000 kilometer nordväst om delstatshuvudstaden Brisbane.
Trakten runt Muttaburra Airport är nära nog obefolkad, med mindre än två invånare per kvadratkilometer..
Omgivningarna runt Muttaburra Airport är i huvudsak ett öppet busklandskap. Genomsnittlig årsnederbörd är 463 millimeter. Den regnigaste månaden är januari, med i genomsnitt 108 mm nederbörd, och den torraste är april, med 9 mm nederbörd.